# Robin Richards
Robin Richards (né le 31 mars 1985 à Winnipeg, dans la province du Manitoba au Canada) est un joueur professionnel canadien de hockey sur glace.

## Carrière de joueur
Après avoir joué une saison avec les South Blues de Winnipeg de la Ligue de hockey junior du Manitoba, il passe la saison 2003-2004 avec les Tigres de Victoriaville de la Ligue de hockey junior majeur du Québec.
Il commence la saison suivante avec les Screaming Eagles du Cap-Breton, puis il est échangé aux Huskies de Rouyn-Noranda.
Il commence sa carrière professionnelle à l’automne 2005, alors qu’il commence la saison avec les Mechanics de Motor City et les Generals de Flint de la United Hockey League. Il termine cependant la saison avec les North Stars de Battlefords de la Ligue de hockey junior de la Saskatchewan.
Il commence la saison suivante avec les Cyclones de Cincinnati de l'East Coast Hockey League, puis il fait un court passage avec l’Inferno de Columbia et il se joint au Caron et Guay de Trois-Rivières de la Ligue nord-américaine de hockey.
Après une saison avec les Jackalopes d'Odessa et les Oilers de Tulsa de la Ligue centrale de hockey, il passe la saison 2008-2009 avec les Aces de l'Alaska de l'ECHL.
Il évolue ensuite avec les Bucks de Laredo (LCH), le Walleye de Toledo (ECHL) et le Thunder de Wichita (LCH). Le 2 janvier 2012, il est échangé aux Gems de Dayton.

## Statistiques
| Saison    | Équipe                          | Ligue |    | Saison régulière | Saison régulière | Saison régulière | Saison régulière | Saison régulière |   | Séries éliminatoires | Séries éliminatoires | Séries éliminatoires | Séries éliminatoires | Séries éliminatoires |
| Saison    | Équipe                          | Ligue | PJ | B                | A                | Pts              | Pun              | PJ               | B | A                    | Pts                  | Pun                  |                      |                      |
| 2002-2003 | South Blues de Winnipeg         | LHJM  | 45 | 3                | 6                | 9                | 299              |                  |   |                      |                      |                      |                      |                      |
| 2003-2004 | Tigres de Victoriaville         | LHJMQ | 60 | 3                | 3                | 6                | 209              | -                | - | -                    | -                    | -                    |                      |                      |
| 2004-2005 | Screaming Eagles du Cap-Breton  | LHJMQ | 32 | 0                | 3                | 3                | 100              | -                | - | -                    | -                    | -                    |                      |                      |
| 2004-2005 | Huskies de Rouyn-Noranda        | LHJMQ | 23 | 1                | 3                | 4                | 75               | -                | - | -                    | -                    | -                    |                      |                      |
| 2005-2006 | Mechanics de Motor City         | UHL   | 9  | 0                | 0                | 0                | 21               | -                | - | -                    | -                    | -                    |                      |                      |
| 2005-2006 | Generals de Flint               | UHL   | 10 | 1                | 1                | 2                | 9                | -                | - | -                    | -                    | -                    |                      |                      |
| 2005-2006 | North Stars de Battlefords      | LHJS  | 15 | 1                | 3                | 4                | 112              | 16               | 4 | 3                    | 7                    | 166                  |                      |                      |
| 2006-2007 | Cyclones de Cincinnati          | ECHL  | 2  | 0                | 0                | 0                | 5                | -                | - | -                    | -                    | -                    |                      |                      |
| 2006-2007 | Inferno de Columbia             | ECHL  | 5  | 0                | 0                | 0                | 14               | -                | - | -                    | -                    | -                    |                      |                      |
| 2006-2007 | Caron et Guay de Trois-Rivières | LNAH  | 24 | 3                | 3                | 6                | 146              | 5                | 0 | 0                    | 0                    | 22                   |                      |                      |
| 2007-2008 | Jackalopes d'Odessa             | LCH   | 16 | 0                | 1                | 1                | 61               | -                | - | -                    | -                    | -                    |                      |                      |
| 2007-2008 | Oilers de Tulsa                 | LCH   | 48 | 1                | 4                | 5                | 238              | -                | - | -                    | -                    | -                    |                      |                      |
| 2008-2009 | Aces de l'Alaska                | ECHL  | 30 | 0                | 0                | 0                | 160              | -                | - | -                    | -                    | -                    |                      |                      |
| 2009-2010 | Bucks de Laredo                 | LCH   | 58 | 9                | 10               | 19               | 237              | 2                | 0 | 0                    | 0                    | 2                    |                      |                      |
| 2010-2011 | Walleye de Toledo               | ECHL  | 5  | 0                | 0                | 0                | 14               | -                | - | -                    | -                    | -                    |                      |                      |
| 2010-2011 | Thunder de Wichita              | LCH   | 48 | 5                | 6                | 11               | 199              | 4                | 0 | 0                    | 0                    | 9                    |                      |                      |
| 2011-2012 | Thunder de Wichita              | LCH   | 3  | 0                | 0                | 0                | 4                | -                | - | -                    | -                    | -                    |                      |                      |
| 2011-2012 | Gems de Dayton                  | LCH   | 23 | 1                | 1                | 2                | 52               | -                | - | -                    | -                    | -                    |                      |                      |
|           |                                 |       |    |                  |                  |                  |                  |                  |   |                      |                      |                      |                      |                      |
| 2014-2015 | Blues du Lac du Bonnet          | MSHL  |    | 5                | 2                | 3                | 5                | 35               |   | -                    | -                    | -                    | -                    | -                    |